# Ramshaldenhütte
Die Ramshaldenhütte, auch „Ramshalde“ genannt, ist eine Alpenvereinshütte der Sektion Freiburg-Breisgau des Deutschen Alpenvereins im Schwarzwald.
Die Hütte liegt auf der Gemarkung der Gemeinde Breitnau, auf einer Anhöhe im Ortsteil Fahrenberg, an der Bundesstraße 500 zwischen dem Thurnerwirtshaus und Hinterzarten. Sie ist von der Straße aus leicht erkennbar, am Giebel befindet sich ein großes Edelweiß. Auch die Bushaltestelle „Ramshalde“ liegt an der Straße unterhalb der Hütte.

## Etymologie
Der Name kommt von Ramse, dem alemannischen Namen für den Gewöhnlichen Flügelginster (vgl. Ramselegut). Diese leuchtend gelbe Pflanze wächst nicht mehr vor der Hütte, der Boden um das Haus wird heute landwirtschaftlich genutzt.

## Zustiege
Vom heilklimatischen Kurort Hinterzarten im Hochschwarzwald führt die aussichtsreiche Wanderung durch das Hochmoor und die Weißtannenhöhe nach Breitnau.

## Anbindung
Der Bus 7216 fährt im Zweistundentakt von Hinterzarten nach Kirchzarten, von wo aus jeweils Anschluss an die Höllentalbahn besteht.
Der Radweg von Hinterzarten entlang der B 500 endet unterhalb der Ramshalde. Von Freiburg und dem Dreisamtal aus kann die Ramshalde über den Schwarzwald-Bike-Crossing erreicht werden, der von Buchenbach den Anstieg hinauf nach Breitnau zum Radweg entlang der B 500 führt.